# Женская сборная Венгрии по волейболу
Женская национальная сборная Венгрии по волейболу (венг. Magyar női röplabda-válogatott) — представляет Венгрию на международных соревнованиях по волейболу. Управляющей организацией выступает Венгерская федерация волейбола (Magyar Röplabda Szövetség — MRSZ).

## История
Широкое распространение волейбол в Венгрии получил во второй половине 1940-х годов. Решающую роль в этом сыграли спортивные деятели, прибывшие в страну из Польши и Чехословакии. Одним из первых пропагандистов новой игры был преподаватель физвоспитания Иштван Белецки.
В 1946 году была основана Венгерская федерация волейбола, через год ставшая одним из учредителей ФИВБ. С 1947 проводятся чемпионаты Венгрии среди мужских и женских команд.
Впервые на международную арену женская сборная Венгрии вышла в ходе Балканского и Центральноевропейского чемпионата, прошедшего с 24 мая по 2 июня 1947 года в столице Албании Тиране. На нём венгерская национальная команда одержала одну победу над Албанией и проиграла командам Югославии, Румынии и Болгарии, заняв 4-е место.
В официальных международных соревнованиях ФИВБ женская сборная Венгрии дебютировала в сентябре 1949 года на первом чемпионате Европы. В первый день соревнований 10 сентября венгерские волейболистки уступили сборной Румынии со счётом 1:3. Всего же в турнире венгерки одержали всего лишь одну победу над Нидерландами и ещё четырежды проиграли командам Франции, Чехословакии, СССР и Польши, заняв итоговое 5-е место.
Через год сборная Венгрии вновь приняла участие в европейском континентальном первенстве, но не сумела ни разу победить и замкнула турнирную таблицу.
В последующие полтора десятилетия вплоть до середины 1960-х результаты женской сборной Венгрии были весьма скромными. Команде не удавалось подняться выше 6-го места на чемпионатах Европы.
Начиная с 1967 года национальная команда Венгрии постепенно стала подниматься в мировой табели о рангах. На чемпионате мира 1970 венгерские волейболистки стали четвёртыми, уступив «бронзу» сборной КНДР лишь по худшему соотношению партий, а в 1972 на дебютном для себя олимпийском волейбольном турнире сборная Венгрии заняла 5-е место.
В 1975 на европейском первенстве, проходившем в Югославии, команда Венгрии впервые стала призёром официальных международных соревнований, выиграв серебряные медали. На этом турнире венгерки одержали 6 побед и лишь раз проиграли сборной СССР. На протяжении последующих 8 лет сборная Венгрии была одной из сильнейших национальных команд «Старого Света». За период с 1975 по 1983 годы венгерские волейболистки ещё трижды становились бронзовыми призёрами чемпионатов Европы — в 1977, 1981 и 1983.
Со второй половины 1980-х результаты сборной Венгрии пошли на спад. На европейском первенстве 1987 года она заняла лишь 10-е место из 12 участвовавших команд, а начиная с 1988 ни разу не смогла преодолеть отборочных турниров ни Олимпийских игр, ни чемпионатов мира и Европы.
В 2014 году главным тренером сборной назначен бельгиец Ян де Брандт, с приходом которого в результатах национальной команды Венгрии наметился долгожданный положительный сдвиг. В мае-июне того же года венгерские волейболистки первенствовали в своей группе отборочного турнира чемпионата Европы, опередив Францию, Израиль и Швецию, и после 27-летнего перерыва вновь оказались в числе участников основного турнира континентального первенства. На самом же чемпионате Европы, прошедшем в сентябре и октябре 2015 года, сборная Венгрии в рамках группового раунда уступила командам Бельгии и Турции, но победа в четырёх сетах над сборной Азербайджана вывела венгерок в стадию плей-офф, где они уже ничего не смогли противопоставить национальной команде Германии.
Незадолго до чемпионата Европы в истории женской сборной Венгрии произошло знаковое событие. Впервые венгерские волейболистки завоевали золотые награды в официальном турнире. Очередной розыгрыш Евролиги завершился финальной серией, в которой сошлись команды Венгрии и Турции (выступавшей резервным составом). Первый матч финала завершился победой венгерок со счётом 3:0, в ответном поединке турчанки взяли верх 3:1. Дополнительный сет принёс успех сборной Венгрии 15:13. Самым результативным игроком финальной серии с 42 набранными очками стала венгерская волейболистка Рената Шандор. Она же признана и MVP финала.
В декабре 2016 года главный тренер сборной Ян де Брандт принял решение уйти в отставку с целью сосредоточиться на клубной работе. В марте 2017 новым наставником национальной команды Венгрии назначен итальянец Альберто Саломони. Под его руководством сборная не смогла отобраться на чемпионат мира 2018 года, а затем, дебютировав в розыгрыше Гран-при, выиграла соревнования в 3-м дивизионе. На чемпионате Европы, проходившем в Азербайджане и Грузии, венгерские волейболистки в своей группе предварительного этапа проиграли все три своих матча и в плей-офф не попали.
В 2018 сборную Венгрии вновь возглавил де Брандт, приведя команду к «серебру» Евролиги. 

## Результаты выступлений и составы

### Олимпийские игры
| - 1964 — не квалифицировалась - 1968 — не квалифицировалась - 1972 — 5-е место - 1976 — 4-е место - 1980 — 4-е место - 1984 — не квалифицировалась - 1988 — не квалифицировалась - 1992 — не участвовала | - 1996 — не участвовала - 2000 — не квалифицировалась - 2004 — не участвовала - 2008 — не квалифицировалась - 2012 — не квалифицировалась - 2016 — не участвовала - 2020 — не участвовала - 2024 — не участвовала |

- 1972: Эмеринция Сири-Кирай, Эмёке Сегеди-Варга-Энекеш, Ева Салаи-Шёбек, Юдит Шлегль-Блауман, Юдит Герхардт-Кишш, Юдит Фекете, Каталин Шадек-Эйхлер, Люция Банхедь-Радо, Илона Бузек-Маклари, Мария Галь. Тренер — Габриэлла Котциш-Аттила.
- 1976: Агнеш Гайдош-Хубаи, Агнеш Торма, Эмеренция Сири-Кирай, Эва Биску, Эва Салаи-Шёбек, Габриэлла Фекете-Чапо, Дьёндь Геревич-Барди, Юдит Шлегл-Блауман, Каталин Шадек-Эйхлер, Люция Банхедь-Радо, Жужа Биску, Жужа Слобода. Тренер — Габриэлла Котциш-Аттила.
- 1980: Агнеш Балайча-Юхас, Агнеш Торма, Бернадетт Сийярто-Кёсеги, Эмеренция Кирай-Дьёрдь, Эмёке Сегеди-Варга-Энекеш, Эржебет Палинкаш-Варга, Ева Салаи-Шёбек, Габриэлла Фекете-Чапо, Габриэлла Лендьел, Дьёндь Геревич-Барди, Юлиана Салонна, Люция Банхедь-Радо. Тренер — Габриэлла Котциш-Аттила.

### Чемпионаты мира
| - 1952 — 6-е место - 1956 — не участвовала - 1960 — не участвовала - 1962 — 11-е место - 1967 — отказ от участия - 1970 — 4-е место - 1974 — 6-е место - 1978 — 13-е место - 1982 — 10-е место - 1986 — не квалифицировалась | - 1990 — не квалифицировалась - 1994 — не квалифицировалась - 1998 — не квалифицировалась - 2002 — не квалифицировалась - 2006 — не участвовала - 2010 — не квалифицировалась - 2014 — не квалифицировалась - 2018 — не квалифицировалась - 2022 — не квалифицировалась - 2025 — не квалифицировалась |

### Кубок мира
В розыгрышах Кубка 1973 и с 1981 сборная Венгрии не участвовала.
- 1977 — 6-е место

### Гран-при
До 2016 в розыгрышах Гран-при сборная Венгрии участия не принимала.
- 2017 — 25-е место (1-е в 3-м дивизионе)

- 2017: Грета Сакмари, Рената Спин, Жужанна Талаш, Бернадетт Декань, Николетт Шоош, Дора Кётель, Лилла Виллам, Эдина Доби, Рита Лилиом, Эстер Надь, Река Блейхер, Агнеш Паллаг, Ката Тёрёк, Эстер Пекарик. Тренер — Альберто Саломони.

### Кубок претендентов
- 2018 — 5—6-е место

### Чемпионаты Европы
| - 1949 — 6-е место - 1950 — 6-е место - 1951 — не участвовала - 1955 — 6-е место - 1958 — 6-е место - 1963 — 7-е место - 1967 — 5-е место - 1971 — 5-е место - 1975 — 2-е место - 1977 — 3-е место - 1979 — 4-е место - 1981 — 3-е место - 1983 — 3-е место - 1985 — 9-е место - 1987 — 10-е место - 1989 — не квалифицировалась - 1991 — не квалифицировалась | - 1993 — не квалифицировалась - 1995 — не квалифицировалась - 1997 — не участвовала - 1999 — не квалифицировалась - 2001 — не квалифицировалась - 2003 — не квалифицировалась - 2005 — не квалифицировалась - 2007 — не квалифицировалась - 2009 — не квалифицировалась - 2011 — не квалифицировалась - 2013 — не квалифицировалась - 2015 — 9—12-е место - 2017 — 13—16-е место - 2019 — 17—20-е место - 2021 — 9—16-е место - 2023 — 21—24-е место - 2026 — |

- 1975: Агнеш Хубаи-Дьюла, Агнеш Торма, Эмеренция Кирай-Дьёрдь, Ева Салаи-Шёбек, Габриэлла Фекете-Чапо, Юдит Шлегль-Блауман, Каталин Шадек-Ференц, Люция Банхедь-Радо, Эва Биску, Каталин Халаш-Марчиш, Агнеш Сильваши-Шандор-Юхас, Ильдико Соньи. Тренер — Габриэлла Котциш-Аттила.
- 1977: Люция Банхедь-Радо, Габриэлла Фекете-Чапо, Агнеш Торма, Каталин Халаш-Марчиш, Ильдико Соньи, Юдит Раднаи-Шлегль, Агнеш Балайча-Юхас, Зита Симон-Куташ, Дьёндль Геревич-Барди, Жужанна Фодор-Гальхиди, Ирма Анкер, Бернадет Сийярто-Кёсеги. Тренер — Эрнё Хённиг.
- 1981: Люция Банхедь-Радо, Габриэлла Фекете-Чапо, Агнеш Торма, Агнеш Балайча-Юхас, Дьёндль Геревич-Барди, Жужанна Фодор-Гальхиди, Жужанна Сабо, Эва Сюч, Бернадетт Кёсеги, Эва Салаи-Шёбек, Беата Помикальски-Бернат, Мария Кёрёш. Тренер — Габриэлла Котциш-Аттила.
- 1983: Габриэлла Фекете-Чапо, Агнеш Торма, Дьёндль Геревич-Барди, Бернадетт Сийярто-Кёсеги, Эва Сюч, Беата Помикальски-Бернат, Мария Кёрёш, Жужа Гальхиди, Ракель Чумпитас, Вероника Кастнер, Йолан Перечи, Эржебет Варга-Палинкаш. Тренер — Габриэлла Котциш-Аттила
- 2015: Грета Сакмари, Жанетт Кётель, Эвелин Вачи, Рената Шандор, Жужанна Талаш, Вивьен Леваи, Дора Кётель, Петра Селеш, Эдина Доби, Рита Лилиом, Агнеш Паллаг, Дора Хорват, Сандра Сомбатхейи. Тренер — Ян де Брандт.
- 2017: Грета Сакмари, Фружина Тот, Рената Спин, Ката Чина, Жужанна Талаш, Бернадетт Декань, Николетт Шоош, Лилла Виллам, Эдина Доби, Рита Лилиом, Эстер Надь, Река Блейхер, Ката Тёрёк. Тренер — Альберто Саломони.
- 2019: Грета Сакмари, Фружина Тот, Рита Молчаньи, Жофия Дьимеш, Рената Шандор, Жужанна Талаш, Бернадетт Декань, Катя Тёрёк, Анетт Немет, Рита Лилиом, Эстер Надь, Река Блейхер, Андреа Пинтер, Жанетт Серенчеш-Миклаи. Тренер — Ян де Брандт.
- 2021: Грета Сакмари, Фружина Тот, Адриенн Веженьи, Фанни Бадьинка, Катя Тёрёк, Жужанна Кирай-Талаш, Далма Юхар, Кинга Сюч, Оршойя Папп, Анетт Немет, Жофия Дьимеш, Агнеш Паллаг, Эстер Пекарик, Грета Кишш. Тренер — Якуб Глушак.

### Евролига
- 2009 — не участвовала
- 2010 — не участвовала
- 2011 — 7—9-е место
- 2012 — 10—12-е место
- 2013 — 7—8-е место
- 2014 — не участвовала
- 2015 —  1-е место
- 2016 — 10—12-е место
- 2017 — не участвовала
- 2018 —  2-е место
- 2019 — 5—6-е место
- 2021 — 10—11-е место
- 2022 — 7—9-е место
- 2023 — 7—9-е место
- 2024 — 15-е место (3-е в Серебряной лиге)
- 2025 —  2-е место

- 2015: Грета Сакмари, Жанетт Кётель, Дороттия Боднар, Эвелин Вачи, Рената Шандор, Жужанна Талаш, Вивьен Леваи, Адриенн Сабо, Дора Кётель, Петра Селеш, Эдина Доби, Рита Лилиом, Агнеш Паллаг, Дора Хорват, Сандра Сомбатхейи. Тренер — Ян де Брандт.
- 2018: Грета Сакмари, Фанни Бадьинка, Рита Молчаньи, Рената Шандор, Жужанна Талаш, Бернадетт Декань, Лилла Виллам, Эстер Надь, Река Блейхер, Андреа Пинтер, Лилла Леко, Кинга Сюч, Эстер Пекарик, Анетт Немет, Река Седмак. Тренер — Ян де Брандт.
- 2025: Ализ Кумп, Фружина Тот, Зора Глембоцки, Фанни Фекете, Панна-Кристина Раткаи, Река Седмак, Нора Кишш, Анетт Немет, Грета Кишш, Бригитта Петренко, Анна Салаи, Лука Раднаи, Петра Кертес, Александра Ласлоп. Тренер — Алессандро Кьяппини.

### «Дружба-84»
- 1984 — 6-е место

## Тренеры
| - 1946—1947 — Шандор Чефаи - 1947—1948 — Иштван Белецки - 1949 — Ласло Бизик - 1949 — Ласло Махачек - 1949—1950 — Йозеф Шпаньик - 1951 — Ласло Прохазка - 1952—1953 — Ласло Ботш - 1954—1958 — Ласло Мосс - 1959—1960 — Дьюла Орбан - 1960—1961 — Эрнё Хенниг - 1962 — Йозеф Кохонич - 1963—1969 — Дьюла Хаваши - 1970—1976 — Габриэлла Котциш-Аттила | - 1977—1980 — Эрнё Хенниг - 1980—1985 — Габриэлла Котциш-Аттила - 1985—1988 — Иштван Касиба - 1988—1989 — Иштван Надь - 1989—1991 — Михали Татар - 1991 — Иштван Касиба - 1992—1993 — - 1994 — Сунь Дэли - 1995 — Шандор Хобот - 1996—1998 — Йозеф Форман - 1998 — Акош Фодор - 1999—2000 — Лайош Немет | - 2000—2002 — Матьяш Гарамвёлдь - 2002—2009 — Жолт Людвиг - 2010 — Михали Фаркаш - 2011—2012 — Золтан Йокай - 2012 — Лайош Немет - 2013—2014 — Ласло Холлоши - 2014—2016 — Ян де Брандт - 2017 — Альберто Саломони - 2018—2020 — Ян де Брандт - 2021 — Якуб Глушак - 2022 — Андреас Фёльмер - с 2023 — Алессандро Кьяппини |

## Состав
Сборная Венгрии в соревнованиях 2024 года (Евролига, квалификация чемпионата Европы)
| №  | Имя, фамилия      | Год рождения | Рост | Амплуа      | Клуб                             |
| -- | ----------------- | ------------ | ---- | ----------- | -------------------------------- |
| 1  | Рамона Фекете     | 2007         | 170  | связующая   | «Светельски-Бекешчаба» Бекешчаба |
| 2  | Фружина Тот       | 1999         | 164  | либеро      | «Фатум-Ньиредьхаза» Ньиредьхаза  |
| 4  | Сесилия Ямбор     | 2006         | 183  | нападающая  | «Уйпешти ТЕ» Будапешт            |
| 5  | Ализ Кумп         | 2003         | 185  | центральная | «Фатум-Ньиредьхаза» Ньиредьхаза  |
| 6  | Зора Глембоцки    | 2000         | 180  | связующая   | «Вашаш-Обуда» Будапешт           |
| 8  | Сара Тот          | 2006         | 185  | связующая   | «Вашаш-Обуда» Будапешт           |
| 9  | Мелани Амброзио   | 2000         | 188  | центральная | «Уйпешти ТЕ» Будапешт            |
| 10 | Лука Раднаи       | 2005         | 183  | центральная | UNC-AT Гринсборо                 |
| 12 | Река Седмак       | 2001         | 186  | нападающая  | «Динамо» Бухарест                |
| 13 | Анетт Немет       | 1999         | 186  | нападающая  | «Барточчини» Перуджа             |
| 14 | Грета Кишш        | 1998         | 180  | нападающая  | «Висбаден»                       |
| 15 | Лилла Кишш        | 2006         | 177  | нападающая  | «Вашаш-Обуда» Будапешт           |
| 16 | Бригитта Петренко | 2000         | 183  | связующая   | «Канти» Шаффхаузен               |
| 17 | Миртилл Эрёшш     | 2006         | 184  | нападающая  | «Вашаш-Обуда» Будапешт           |
| 20 | Петра Кертес      | 2002         | 160  | либеро      | «Светельски-Бекешчаба» Бекешчаба |
| 23 | Александра Ласлоп | 1994         | 190  | центральная | «Фатум-Ньиредьхаза» Ньиредьхаза  |

- Главный тренер —  Алессандро Кьяппини.
- Тренеры — Тамаш Касап, Фанни Надь.

## Фотогалерея

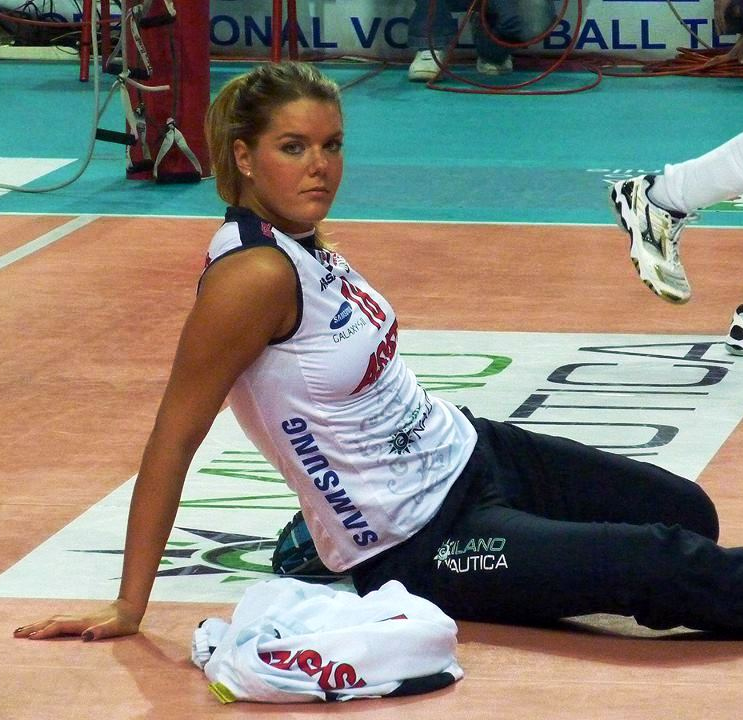
Дора Хорват
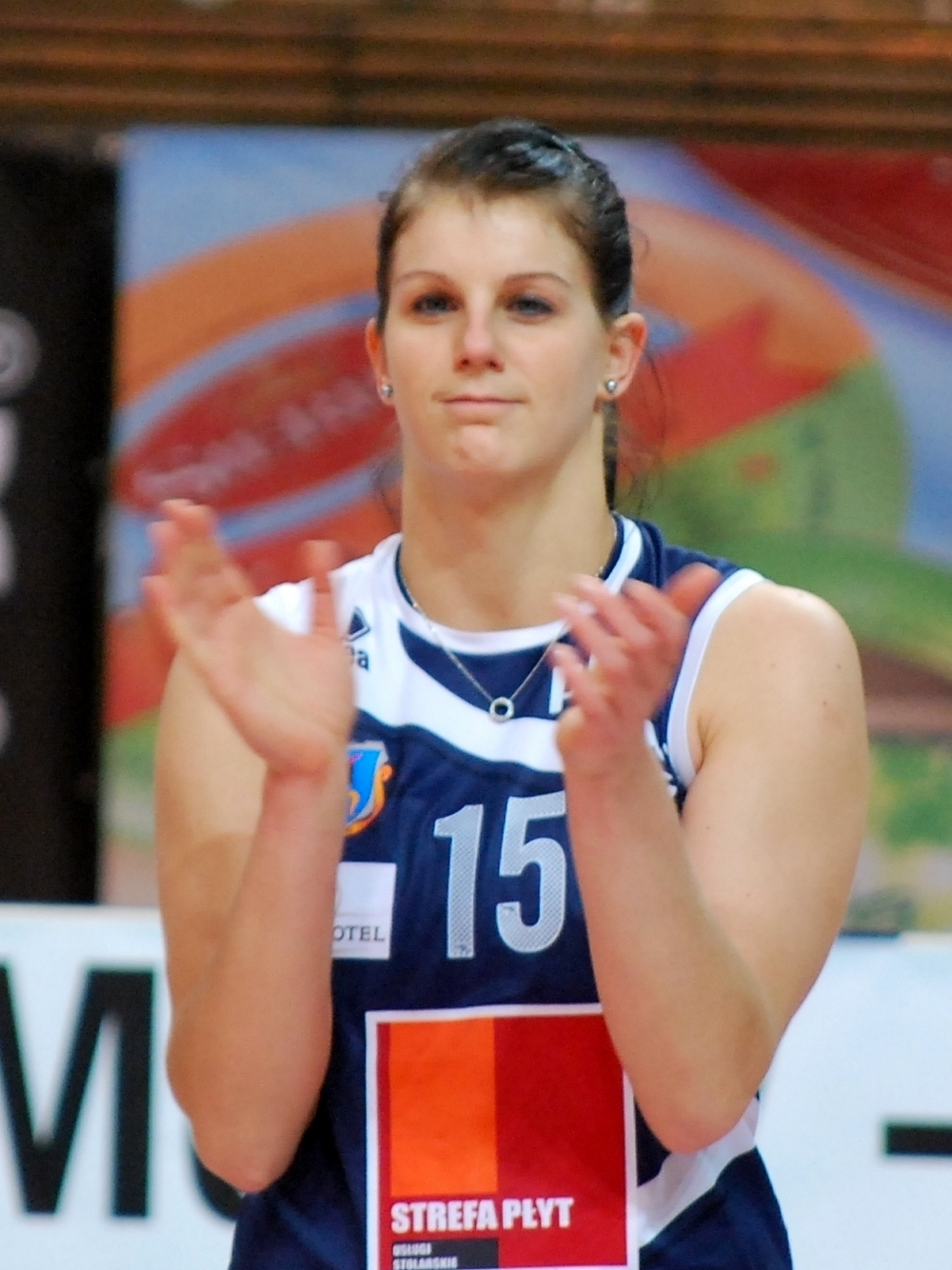
Рита Лилиом
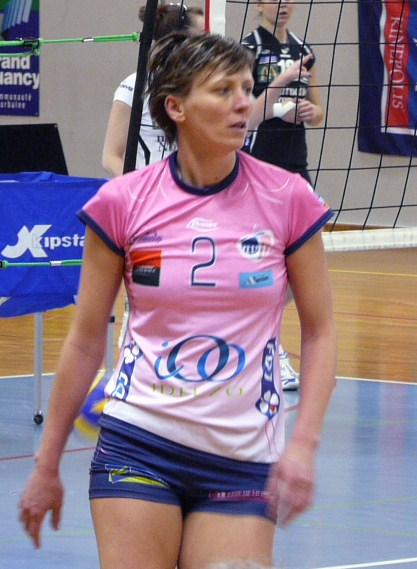
Анита Петё